# Atentado a la discoteca Xanders
El atentado a la discoteca Xanders fue un ataque realizado el 15 de septiembre de 2023 ubicado en el distrito de San Juan de Lurigancho, en la ciudad de Lima, capital del Perú. Investigaciones preliminares han sindicado a una facción de la organización criminal «Los malditos de Bayóvar» como el responsable del hecho.

## Acontecimientos
A las 8 de la noche, una granada estalló en la discoteca Xanders. La explosión dejó 15 heridos en el lugar, entre ellos dos menores de edad, quienes fueron auxiliados por las ambulancias que se apersonaron a la zona y trasladados a los hospitales cercanos.
Según las primeras investigaciones, el atentado fue producto de una extorsión hacia el grupo musical «Chechito y los cómplices de la cumbia», quienes previamente habían denunciado ser víctimas de extorsión. Se precisó que los autores del hecho podrían ser una facción de la organización criminal "Los malditos de Bayóvar".

## Consecuencias
Tras el atentado, el alcalde de San Juan de Lurigancho, Jesús Maldonado, criticó la labor de la policía y solicitó la declaratoria de estado de emergencia en el distrito, pidiendo que las fuerzas armadas salgan a patrullar a las calles. Asimismo, convocó a una marcha para el 20 de septiembre para ser «atendidos por el gobierno central de Dina Boluarte» debido al incremento del accionar delincuencia.
El 18 de septiembre, debido al atentado, la presidenta Dina Boluarte, declaró, mediante vía remota desde los Estados Unidos a donde fue para participar de la cumbre de la ONU, el estado de emergencia en los distritos de San Juan de Lurigancho y San Martín de Porres, y en la ciudad de Sullana (Piura).